# Клавесин
Клавеси́н (от фр. clavecin; итал. cembalo, clavicembalo) — клавишный струнный музыкальный инструмент с щипковым способом звукоизвлечения. Музыканта, исполняющего произведения на клавесине и его разновидностях, называют клавесини́стом.

## История
Самое раннее упоминание инструмента типа клавесина (clavicembalum, от лат. clavis — ключ или позже клавиша и cymbalum — цимбалы) фигурирует в источнике 1397 года из Падуи (Италия). Упоминание музыкального инструмента под названием «clavichord» известно из 1404 года. Самое раннее изображение — на алтаре кафедрального собора в немецком городе Миндене, датируемое 1425 годом. Первое практическое описание клавесиноподобного инструмента (клавикорд со щипковым механизмом) с чертежами дал голландец Арно из Зволле около 1445 года. Сохранился клавикорд работы итальянского мастера Доменико да Пезаре 1543 года, который находится в коллекции Музея музыкальных инструментов Лейпцигского университета (нем. Musikinstrumentenmuseum der Universität Leipzig).
Клавесины XV века не сохранились. Судя по изображениям, это были короткие инструменты с грузным корпусом. Большинство сохранившихся клавесинов XVI века было изготовлено в Италии, где главным центром их производства была Венеция. Они имели 8` регистр (реже — два регистра 8` и 4`), отличались изяществом. Их корпус изготовлялся чаще всего из кипариса. Атака на этих клавесинах была отчётливее, а звук — более отрывистым, чем у позднейших фламандских инструментов. Важнейшим центром производства клавесинов в Северной Европе был Антверпен, где с 1579 года работали представители семьи Рюккерс. Их клавесины имеют более длинные струны и более тяжеловесный корпус, чем итальянские инструменты. С 1590-х в Антверпене производились клавесины с двумя мануалами.
Французские, английские, немецкие клавесины XVII века сочетают в себе признаки фламандских и нидерландских моделей.
Сохранились некоторые французские двухмануальные клавесины с корпусом из орехового дерева. С 1690-х во Франции производились клавесины того же типа, что и инструменты фирмы Рюккерс. Среди французских клавесинных мастеров выделялась династия Бланше. В 1766 году мастерскую Бланше унаследовал Таскин.
Наиболее значительными английскими производителями клавесинов в XVIII веке были Шуди и семья Киркман. Их инструменты имели облицованный фанерой дубовый корпус и отличались сильным звуком богатого тембра. В Германии XVIII века основным центром производства клавесинов был Гамбург; среди изготовленных в этом городе есть инструменты с 2` и 16` регистрами, а также с тремя мануалами. Необычно длинная модель клавесина была разработана Й. Д. Дюлкеном, ведущим нидерландским мастером XVIII века.
Как солирующий инструмент клавесин сохранялся в обиходе до конца XVIII века. Несколько дольше он использовался для исполнения цифрованного баса, для сопровождения речитативов в операх. Во второй половине XVIII века клавесин стало вытеснять фортепиано — более отвечавший той исполнительской и композиторской эпохе инструмент, музыку на котором можно играть, изменяя силу звучания, что спровоцировало развитие романтической музыки XIX века. Около 1809 года фирма Киркман выпустила свой последний клавесин, а в 1810-х годах клавесин практически вышел из употребления.
Возрождение культуры игры на клавесине началось на рубеже XIX — XX веков, когда музыканты убедились в несоответствии тембра фортепиано для исполнения ранее написанных для клавесина произведений. Инициатором возрождения инструмента стал Арнольд Долмеч. Свой первый клавесин он построил в 1896 году в Лондоне и вскоре открыл мастерские в Бостоне, Париже и Хейслмире.
Выпуск клавесинов наладили также парижские фирмы Плейель и Эрар. По инициативе Ванды Ландовской в 1912 году фабрика «Плейель» начала производить модель большого концертного клавесина с мощной металлической рамой, несущей толстые, туго натянутые струны. Инструмент был оснащён рояльной клавиатурой и целым набором рояльных педалей. Так началась эпоха новой клавесинной эстетики. Во второй половине XX века мода на «рояльные» клавесины прошла. Бостонские мастера Фрэнк Хаббард (Hubbard) и Уильям Дауд (Dowd) первыми начали изготавливать копии старинных клавесинов.

## Устройство
Первоначально клавесин имел четырёхугольную форму, в XVII веке приобрёл крыловидную продолговатую треугольную форму, вместо жильных стали применяться металлические струны. Струны его расположены горизонтально, параллельно клавишам, обычно в виде нескольких хоров, причем группы струн разных мануалов находятся на разных высотных уровнях. Внешне клавесины обычно изящно отделывались: корпус украшался рисунками, инкрустациями и резьбой. В эпоху Людовика XV отделка клавесина соответствовала стильной мебели того времени. В XVI—XVII веках выделялись по качеству звука и своему художественному оформлению клавесины антверпенских мастеров Руккерсов.

### Регистры
Звук клавесина — блестящий, но мало певучий, отрывистый, не поддающийся динамическим изменениям, то есть плавное увеличение и уменьшение громкости на клавесине невозможно. Тем не менее, разнообразных динамических эффектов можно добиться, умело управляя количеством и скоростью взятия звуков, взаимодействием с резонансом. Для изменения силы и тембра звука в клавесине может быть более одного регистра, которые включаются ручными переключателями, рычажками, находящимися по бокам клавиатуры. Ножные и коленные переключатели регистров появились в конце 1750-х годов.
У клавесина в зависимости от модели могут быть следующие регистры:
- 8-футовый (8`) — регистр, звучащий соответственно нотной записи;
- лютневый — регистр характерного носового тембра, напоминающий пиццикато на смычковых инструментах; обычно не имеет своего ряда струн, а образуется из обычного 8-футового регистра, струны которого при переключении рычажка приглушаются кусочками кожи или войлока с помощью специального механизма;
- 4-футовый (4`) — регистр, звучащий на одну октаву выше;
- 16-футовый (16`) — регистр, звучащий на одну октаву ниже.

### Мануалы и их диапазон
В XV веке диапазон клавесина составлял 3 октавы, причем в нижней октаве некоторые хроматические ноты отсутствовали. В XVI веке диапазон расширился до 4 октав (от C большой октавы до C 3-й: C — C’’’), в XVIII веке — до 5 октав (от F контр-октавы до F 3-й: F’ — F’’’).
В XVII—XVIII веках для придания клавесину динамически более разнообразного звучания изготовлялись инструменты с 2 (иногда 3) мануалами (клавиатурами), которые располагались террасообразно одна над другой, а также с регистровыми переключателями для октавного удвоения и изменения тембровой краски.
Типичный немецкий, фламандский или французский клавесин XVIII века имеет два мануала (клавиатуры), два набора струн 8` и один набор струн 4` (звучащих октавой выше), которые благодаря имеющимся переключателям регистров могут использоваться по отдельности или совместно, а также механизм копуляции мануалов (копула), позволяющий задействовать регистры второго мануала при игре на первом.

### Толкачик
На рисунке 1 изображена функция толкачика (или прыгунка), цифрами обозначены: 1 — ограничитель, 2 — фетр, 3 — демпфер, 4 — струна, 5 — плектр (язычок), 6 — лангетта, 7 — ось, 8 — пружина, 9 — толкачик, 10 — отклонение лангетты с плектром.
|  |  |

|  |  |

- A — исходное положение, демпфер на струне.
- B — нажатие на клавишу: поднятие толкачика, демпфер освобождает струну, плектр приближается к струне.
- C — плектр защипнул струну, струна звучит, высоту выскакивания толкачика контролирует ограничитель, обитый снизу войлоком.
- D — клавиша отпущена, толкачик опускается, при этом лангетта отклоняется в сторону (10), позволяя плектру почти беззвучно соскользнуть со струны, затем демпфер заглушает вибрацию струны, а лангетта с помощью пружины возвращается в исходное состояние.

На рисунке 2 изображено устройство верхней части толкачика: 1 — струна, 2 — ось лангетты, 3 — лангетта (от фр. languette), 4 — плектр, 5 — демпфер.
Толкачики установлены на конец каждой клавиши клавесина, это отдельное приспособление, которое вынимается из клавесина для починки или регулировки. В продольном вырезе толкачика на оси крепится лангетта (от фр. languette), в которой закреплён плектр — язычок из вороньего пера, кости или пластика (дюралиновый плектр Delrin — на многих современных инструментах), круглый или плоский. Кроме одного плектра делались и сдвоенные латунные плектры, которые располагались один над другим. Два защипывания подряд не улавливались слухом, но свойственную клавесину колючую атаку, то есть острое начало звука, такое устройство делало более мягкой. Чуть выше язычка — демпфер из войлока или мягкой кожи. При нажатии на клавишу толкачик выталкивается вверх, и плектр защипывает струну. Если клавишу отпустить, освобождающий механизм позволит плектру вернуться в исходное положение без повторного защипывания струны, а вибрация струны заглушается демпфером.

## Разновидности
Название «клавесин» (фр. clavecin, итал. cembalo, англ. harpsichord, нем. Kielflügel) сохранилось за большими щипковыми клавишными инструментами крыловидной формы с диапазоном до 5 октав. Существовали также меньшие по размерам инструменты, обычно с одним набором струн и диапазоном до 4 октав:
- спинет — со струнами по диагонали слева направо;
- вёрджинел — прямоугольной формы, с мануалом слева от центра и струнами, расположенными перпендикулярно клавишам;
- мюзелар — прямоугольной формы, с мануалом справа от центра и струнами, расположенными перпендикулярно клавишам;
- клавицитерий (лат. clavicytherium, итал. cembalo verticale) — клавесин с вертикально расположенным корпусом. Описания известны со второй половины XV века, первый известный экземпляр инструмента датируется 1460-70 гг. (возможно, из Ульма), термин clavicytherium — впервые в трактате С. Вирдунга (1511).

## «Электрический клавесин»
Под этим названием известен созданный в 1759 году Ж. Б. де Лябордом музыкальный инструмент, в котором колокольчики звучали под ударами металлических шариков, действовавших статическим электричеством. При заряжании шарика на металлическом колокольчике индуцируется заряд противоположного знака, разноимённо заряженные шарик и колокольчик притягиваются, соударяются, заряд с шарика стекает, цикл действия можно повторить.

## Имитации
Примитивная имитация клавесина на пианино устраивается путём опускания модератора с металлическими язычками, которые попадают между молотком и струнами.
Такое устройство имелось, например, на советских пианино «Аккорд» (на третьей (центральной) педали).

## Композиторы
Основателем французской клавесинной школы считается Ж. Шамбоньер, создателем виртуозного клавесинного стиля — итальянский композитор и клавесинист Д. Скарлатти. Среди французских клавесинистов конца XVII—XVIII вв. выделялись Ф. Куперен, Ж.-Ф. Рамо, Л. К. Дакен и др. Интерес к французской клавесинной музыке, упавший в конце XVIII века, начал возрождаться в XX веке.
Поскольку в эпоху барокко клавесин часто использовался в партии basso continuo в камерной музыке, выполняя аккомпанирующую функцию, данный алфавитный список содержит имена композиторов, писавших произведения для клавесина-соло или для солирующего клавесина.
- Агрелл, Юхан
- Вильгельм Фридеман Бах
- Иоганн Кристиан Бах
- Иоганн Себастьян Бах
- Карл Филипп Эммануил Бах
- Уильям Бёрд
- Дитрих Букстехуде
- Жан-Жозеф Бутми
- Жоссе Бутми
- Антонио Вивальди
- Георг Фридрих Гендель
- Жак Дюфли
- Луи Куперен
- Франсуа Куперен
- Луи Маршан
- Вольфганг Амадей Моцарт
- Бернардо Пасквини
- Иоганн Пахельбель
- Генри Пёрселл
- Жан-Филипп Рамо
- Жозеф-Никола-Панкрас Руайе
- Юхан Хельмик Руман
- Ян Питерсзон Свелинк
- Карлуш ди Сейшас
- Доменико Скарлатти
- Джироламо Фрескобальди
- Иоганн Якоб Фробергер
- Доменико Циполи
- Аццолино Бернардино делла Чайя

## Известные клавесинисты
См. также: Категория:Клавесинисты.
- Андрей Волконский
- Ральф Киркпатрик
- Ванда Ландовска
- Густав Леонхардт
- Алексей Любимов
- Карл Рихтер
- Роберт Хилл
- Элейн Компарон